# جی بومیستر
جی بومیستر (انگلیسی: Jay Bouwmeester؛ زادهٔ ۲۷ سپتامبر ۱۹۸۳) بازیکن هاکی روی یخ اهل کانادا است.
از باشگاه‌هایی که در آن بازی کرده‌است می‌توان به کلگری فلیمس اشاره کرد.